# Nikolaj Girševič Kapustin
Nikolaj Girševič Kapustin (in russo Николай Гиршевич Капустин?; Horlivka, 22 novembre 1937 – Mosca, 2 luglio 2020) è stato un pianista e compositore sovietico, poi russo.
Studiò pianoforte prima con Avrelian Rubach (a sua volta allievo di Feliz Blumenfeld che fu insegnante anche di Simon Barere e di Vladimir Horowitz) e più tardi con Aleksandr Gol'denvejzer al conservatorio di Mosca, dove si diplomò in pianoforte nel 1961.
Kapustin univa nelle sue composizioni influssi della musica classica e del jazz, utilizzando idiomi del jazz classico in strutture formali, come nella sua Suite in stile vecchio, op. 28, scritta nel 1977, nella quale introdusse il mondo sonoro dell'improvvisazione jazz all'interno della struttura formale della suite barocca di Johann Sebastian Bach: ogni movimento è una stilizzata danza (o, talvolta un paio di danze) in stretta forma binaria.
Altri esempi di questa fusione sono i suoi 24 preludi e fughe, op. 82 scritti nel 1997 e l'opera Sonatina nr. 100.
Kapustin si definiva compositore più che musicista jazz. Disse infatti in una intervista concessa a "Fanfare": «Io non sono mai stato un musicista jazz. Non ho mai cercato di essere un vero pianista jazz, ma lo sono diventato grazie alle mie composizioni. Non sono interessato all'improvvisazione e, cos'è la musica jazz senza improvvisazione? Tutte le mie improvvisazioni sono scritte normalmente e sono scritte elaborandole al meglio». In poche parole ci troviamo di fronte ad un musicista classico che suona secondo canoni di armonia e melodia jazzistica.

## Considerazioni
La musica di Kapustin è poco conosciuta in Italia e in altri paesi europei. Viene seguita particolarmente nelle scuole musicali giapponesi, ed un interesse crescente va formandosi via via che vari virtuosi del pianoforte (come Marc-André Hamelin, Alexei Volodin, S. Osborne, Vito Reibaldi, N. Petrov, Sachiko Kato, Vadimir Rudenko, Masahiro Kawakami, Giuseppe Andaloro, Yuja Wang) stanno includendo suoi pezzi nel loro repertorio.